# Edotia samariensis
Edotia samariensis is een pissebed uit de familie Idoteidae. De wetenschappelijke naam van de soort is voor het eerst geldig gepubliceerd in 1988 door Müller.